# WestJet
WestJet – kanadyjska tania linia lotnicza z siedzibą w Calgary, w prowincji Alberta. Głównym węzłem jest Port lotniczy Calgary.
Przewoźnik oferuje bezpośrednie połączenia w 42 relacjach krajowych i 82 międzynarodowych, łącząc Kanadę z 30 krajami Ameryki Północnej, Europy Zachodniej i Azji Wschodniej.
WestJet posiada również regionalną i zależną spółkę – WestJet Encore, która we flocie posiada 41 Bombardierów Dash-8. Poza tym spółkami zależnymi były również WestJet Link oraz Swoop.
Linia była pierwszym tanim przewoźnikiem oferującym loty z Ameryki Północnej na kontynent europejski. Loty odbywały się z kanadyjskiego St. John's do irlandzkiego Dublina. Połączenie to zostało zlikwidowane w 2018 ze względu na małą opłacalność. W 2020 linia uruchomiła połączenia transatlantyckie z Halifaksu łącząc miasto między innymi z Amsterdamem, Dublinem czy Paryżem.
Agencja ratingowa Skytrax przyznała linii trzy gwiazdki.

## Flota
Według stanu na maj 2025 flota WestJet składała się ze 139 samolotów o średnim wieku 11,2 lat:
| Samolot           | Samolot | Samolot   | Liczba miejsc | Liczba miejsc | Liczba miejsc | Liczba miejsc | Uwagi                    |
| Model             | Aktywne | Zamówione | B             | P             | E             | Łącznie       | Uwagi                    |
| ----------------- | ------- | --------- | ------------- | ------------- | ------------- | ------------- | ------------------------ |
| Boeing 737-700    | 36      | -         | -             | 12            | 120           | 144           |                          |
| Boeing 737-800    | 50      | 2         | -             | 12            | 162           | 174           |                          |
| Boeing 737-800    | 50      | 2         | -             | -             | 189           | 189           |                          |
| Boeing 737 MAX 8  | 46      | 5         | -             | 12            | 162           | 174           |                          |
| Boeing 737 MAX 8  | 46      | 5         | -             | -             | 189           | 189           |                          |
| Boeing 737 MAX 10 | -       | 42        | -             | 12            | 200           | 212           | Planowana dostawa w 2028 |
| Boeing 787-9      | 7       | -         | 16            | 28            | 276           | 320           |                          |
| Łącznie           | 139     | 49        |               |               |               |               |                          |

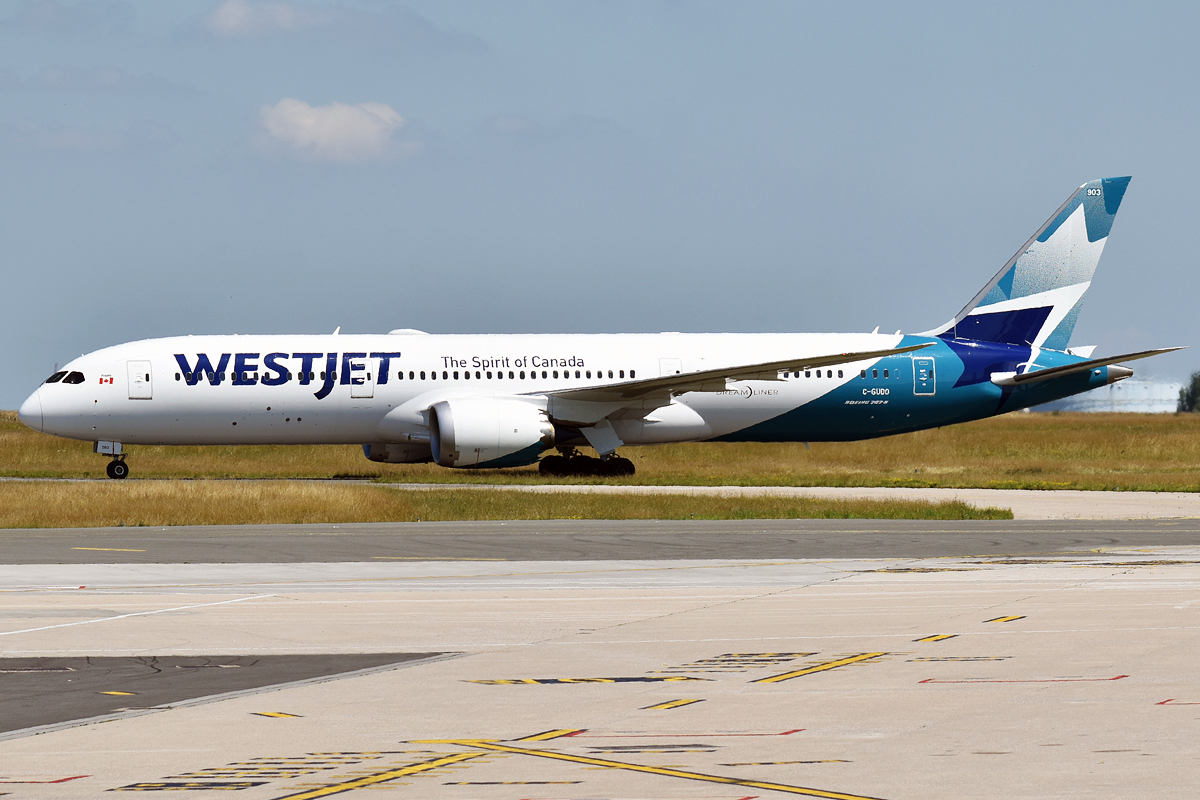
Boeing 787-9 linii WestJet na lotnisku Paryż-Roissy-Charles de Gaulle
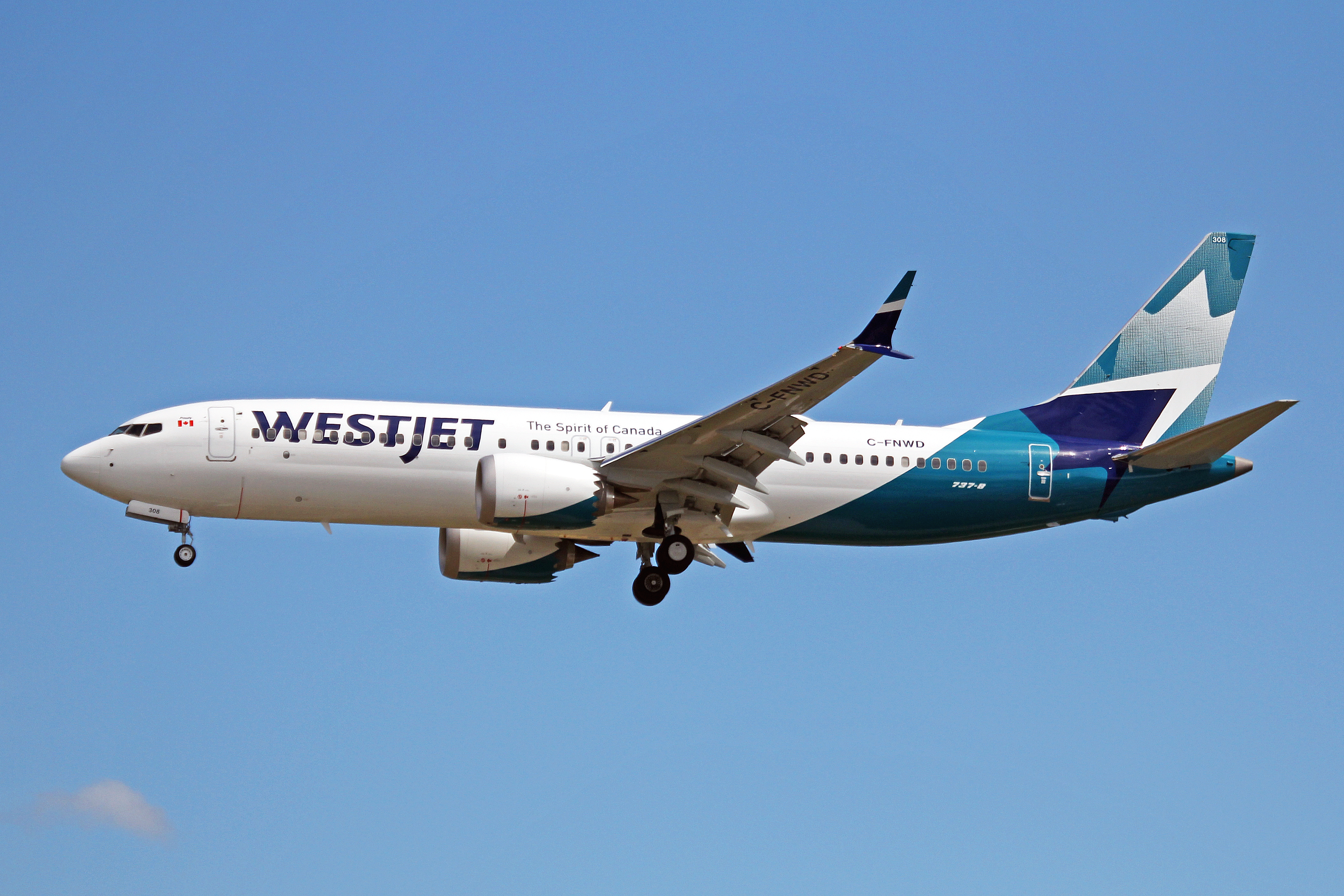
Boeing 737 MAX 8

### Spółki zależne
- Swoop – linia lotnicza założona 2017, w 2023 została zreintegrowana z WestJet[10]
- WestJet Encore – linia lotnicza założona 2012, dysponuje flotą 38 samolotów Bombardier Dash-8[3]
- WestJet Link – linia lotnicza założona 2017, w 2024 została zlikwidowana[11]